# Francisco I do Sacro Império Romano-Germânico
Francisco I (Nancy, 8 de dezembro de 1708 – Innsbruck, 18 de agosto de 1765) foi o Arquiduque da Áustria de 1740 até sua morte e também Sacro Imperador Romano a partir de 1745, porém sua esposa Maria Teresa da Áustria era quem realmente exercia o poder real. Também foi Duque da Lorena entre 1729 e 1737, quando recebeu em troca o título de Grão-Duque da Toscana. Era filho de Leopoldo, Duque de Lorena, e sua esposa Isabel Carlota de Orleães.
Juntamente com a sua esposa, a imperatriz Maria Teresa, fundou a dinastia Habsburgo-Lorena. Entre 1729 e 1737, foi duque de Lorena. Em 1737, o Ducado da Lorena passou a ser gerido pela França de acordo com os termos que resultaram da Guerra de Sucessão da Polônia. Francisco e a Casa de Lorena receberam o Grão-ducado da Toscana no tratado de paz que pôs termo à guerra. Depois de subir ao trono como imperador romano-germânico, o Ducado da Lorena passou, em nome, para as mãos do seu irmão mais novo, o príncipe Carlos Alexandre de Lorena que era também governante dos Países Baixos austríacos. Devido a uma série de alianças estratégicas, o ducado acabaria por ser anexado pela França em 1766.
Embora, nominalmente, ocupasse uma posição superior à sua esposa, Francisco que, apesar de competente, era mais calmo, foi sempre ofuscado pela personalidade forte da sua esposa.

## Primeiros anos
Francisco nasceu em Nancy, no Ducado da Lorena (actual território francês), sendo um dos filhos do duque Leopoldo de Lorena e da sua esposa, a princesa Isabel Carlota de Orleães, filha de Filipe de França, Duque de Orleães.
Era parente dos Habsburgos através da sua avó, a arquiduquesa Leonor, filha do imperador Fernando III e esposa do duque Carlos V da Lorena, o seu avô. Tinha uma relação muito próxima com o seu irmão, o príncipe Carlos Alexandre, e com a irmã Ana Carlota.
O imperador Carlos VI gostava da família dos Lorena uma vez que, além de serem seus primos direitos, tinham prestado bons serviços à casa real austríaca. Tinha planejado casar a sua filha, Maria Teresa, com o irmão mais velho de Francisco, o príncipe Leopoldo Clemente, no entanto este acabaria por morrer pouco tempo depois. Após a morte do irmão, Francisco ocupou o seu lugar não só como herdeiro do Ducado da Lorena, mas também como futuro genro do imperador. Mudou-se para Viena com a intenção de se casar com Maria Teresa e, eventualmente, os dois acabaram por se afeiçoar um ao outro.

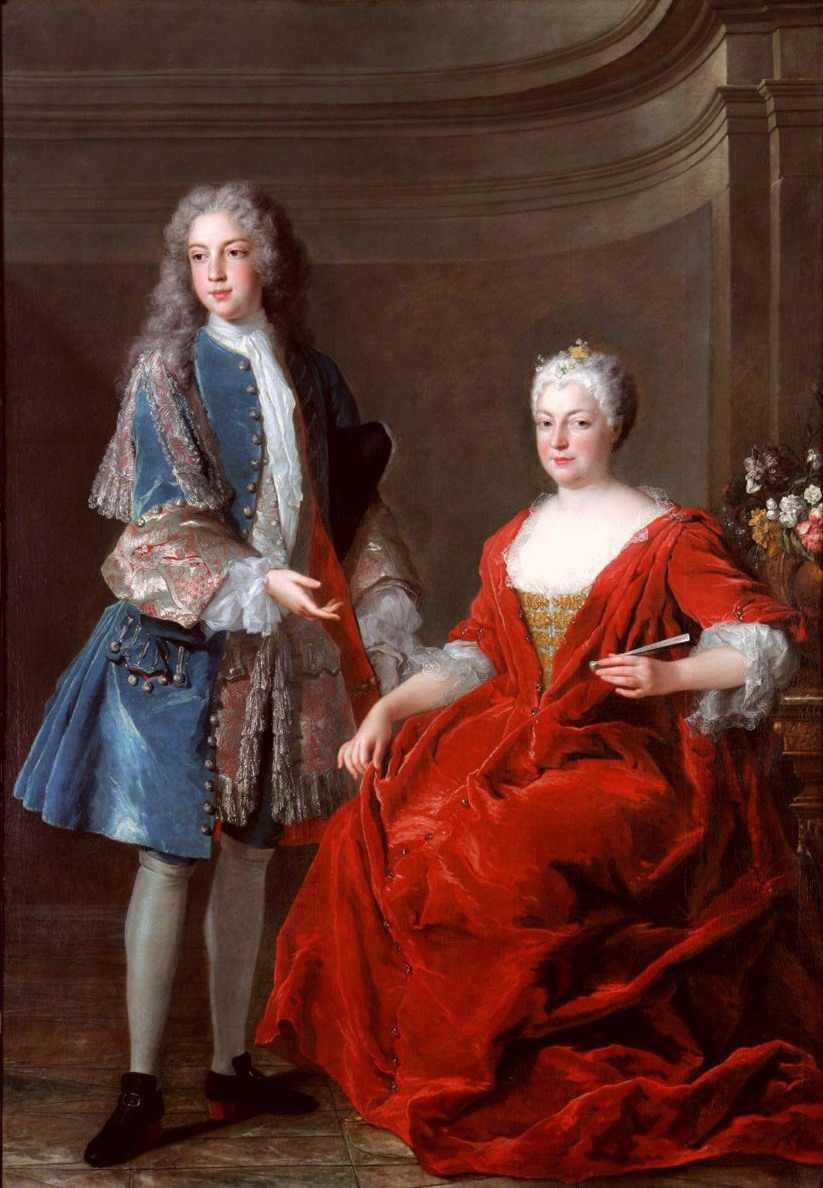
Francisco com a sua mãe, Isabel Carlota de Orleães
Autor desconhecido, 1723

Aos 15 anos de idade, quando se mudou para Viena, Francisco estabeleceu-se no ducado salesiano de Teschen, que tinha sido mediatizado e entregue ao seu pai pelo imperador em 1722. Francisco Estêvão de Lorena sucedeu ao seu pai como duque de Lorena em 1729. Em 1731, entrou na Maçonaria, na grande loja de Inglaterra, numa loja localizada convenientemente em Haia, na casa do embaixador britânico, Philip Dormer Stanhope. Durante uma visita posterior a Inglaterra, Francisco foi elevado a mestre numa outra loja localizada em Houghton Hall, propriedade do primeiro-ministro britânico, Robert Walpole, em Norfolk.
Maria Teresa nomeou Francisco "Lorde Tenente" da Hungria em 1732. Francisco nunca se mostrou interessado por esta posição, mas Maria deseja tê-lo por perto. Em junho de 1732, Francisco concordou em viajar até Pressburg, (atual Bratislava).
Quando rebentou a Guerra da Sucessão Polaca em 1733, a França aproveitou a oportunidade para ocupar a Lorena, uma vez que o primeiro-ministro francês, o cardeal Fleury estava preocupado que a influência dos Habsburgo nesse território trouxesse o poder austríaco para demasiado perto de França.
Foi concluído um tratado de paz preliminar em outubro de 1735 que foi rectificado mais tarde no Tratado de Viena em novembro de 1738. Nos termos desse acordo, Estanislau I, sogro do rei Luís XV, que tinha perdido a sua pretensão ao trono da Polónia, ficou com o Ducado da Lorena enquanto que Francisco, em compensação da sua perda, foi nomeado herdeiro do Grão-ducado da Toscana, e assumiu o governo em 1737.
Apesar de as batalhas terem terminado com o acordo de paz preliminar, foi necessário esperar pela morte do último grão-duque da Toscana da família Medici, João Gastão, em 1737, para que as trocas territoriais negociadas entrassem realmente em vigor.
Em março de 1736, o imperador convenceu Francisco, o seu futuro genro, a trocar em segredo o Ducado da Lorena pelo Grão-ducado da Toscana. A França tinha exigido que o noivo de Maria Teresa entregasse o seu ducado ancestral para receber o rei deposto da Polónia. O imperador também considerou outras possibilidades, como, por exemplo, casar a sua filha com o futuro rei Carlos III de Espanha, antes de anunciar o seu noivado com Francisco. Se algo corresse mal, Francisco teria sido nomeado governador dos Países Baixos austríacos.
Isabel Farnésio também queria que o Grão-ducado da Toscana passasse para o seu filho, o rei Carlos III de Espanha; João Gastão de Medici não tinha filhos e tinha um antepassado em comum com Isabel: a sua bisavó, a princesa Margarida de Médici. Assim, o filho de Isabel tinha bases para reivindicar o ducado.
A 31 de janeiro de 1736, Francisco aceitou casar-se com Maria Teresa. Antes disso, tinha hesitado três vezes e pousado a pena antes de assinar o documento. A sua mãe, a princesa Isabel Carlota de Orleães, e o seu irmão, o príncipe Carlos Alexandre de Lorena, eram particularmente contra o casamento, uma vez que não desejavam perder o Ducado da Lorena. A 1 de fevereiro, Maria Teresa enviou uma carta a Francisco na qual afirmava que, caso o seu pai viesse a ter descendentes masculinos, iria rejeitar o seu direito ao trono.

## Casamento

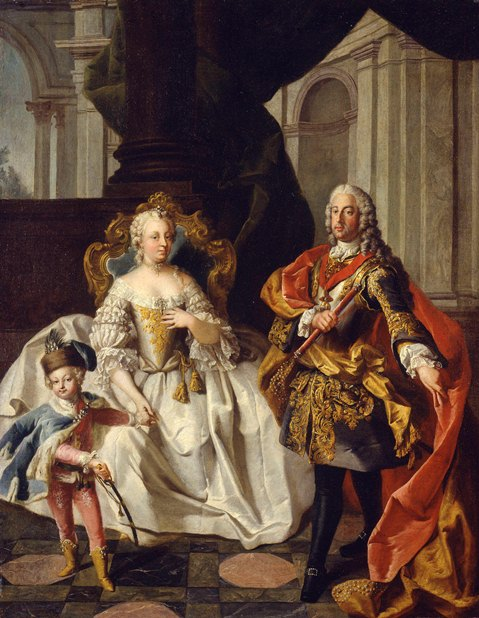
Francisco com Maria Teresa e o seu filho José, futuro imperador
Por Franz Xaver Karl Palko, 1747

Francisco e Maria Teresa casaram-se a 14 de fevereiro de 1736 na igreja augustina de Viena. O tratado secreto assinado entre o imperador e Francisco foi assinado a 4 de maio de 1736. Em janeiro de 1737, as tropas espanholas deixaram a Toscana e foram substituídas por 6 000 soldados austríacos. A 24 de janeiro de 1737, Francisco recebeu oficialmente o Grão-ducado da Toscana das mãos do seu sogro. Até essa altura, Maria Teresa tinha sido Duquesa de Lorena.
João Gastão de Medici, que morreu a 9 de julho de 1737, era primo em segundo grau de Francisco. Em junho de 1737, Francisco viajou até à Hungria para enfrentar novamente os turcos otomanos. Em outubro de 1738 regressou a Viena. A 17 de dezembro de 1738, o casal viajou para sul, acompanhados do irmão de Francisco, Carlos, numa visita a Florença que durou três meses. Chegaram a 20 de janeiro de 1739.
Em 1744, o irmão de Francisco casou-se com a irmã mais nova de Maria Teresa, a arquiduquesa Maria Ana da Áustria. Em 1744, Carlos foi nomeado governante dos Países Baixos Austríacos, uma posição que ocupou até à sua morte em 1765.

## Reinado
No Tratado de Füssen, assinado a 13 de setembro de 1745, Maria Teresa garantiu a sucessão de Francisco ao imperador Carlos VII e nomeou-o co-regente dos seus domínios.
Francisco não se importou de deixar a governação à sua esposa que estava bem qualificada para o cargo. O imperador era conhecido pelo seu bom senso e por um talento natural para os negócios, tendo prestado uma grande ajuda a Maria Teresa na complicada tarefa de governar nos domínios autríacos, mas não participava activamente em questões políticas. No entanto, a sua esposa encarregou-o dos assuntos financeiros e Francisco geriu-os bem até à sua morte. No final da Guerra dos Sete Anos, a Áustria encontrava-se profundamente endividada e perto da bancarrota, mas, na década de 1780, já se encontrava numa situação financeira melhor do que a de França ou Inglaterra. Francisco interessava-se muito pelas ciências naturais e pertencia à Maçonaria.
Francisco era também conhecido pelo seu gosto por mulheres e teve muitos casos amorosos pouco discretos, sendo o mais conhecido com Maria Wilhelmina von Neipperg, trinta anos mais nova do que ele. Este caso amoroso foi muito comentado em cartas e diários de visitantes da corte austríaca da época e até dos seus filhos.
O imperador morreu subitamente quando regressava de um espectáculo de ópera em Innsbruck a 18 de agosto de 1765. Foi enterrado no sepúlcro número 55 da Cripta Imperial em Viena.
Maria Teresa e Francisco tiveram dezesseis filhos - a sua filha mais nova, foi a rainha Maria Antonieta de França. Francisco foi sucedido oficialmente pelo seu filho mais velho, o imperador José II, mas foi a sua esposa que continuou a exercer efectivamente o poder no império. Outro dos seus filhos viria também a tornar-se o imperador Leopoldo II.

## Descendência

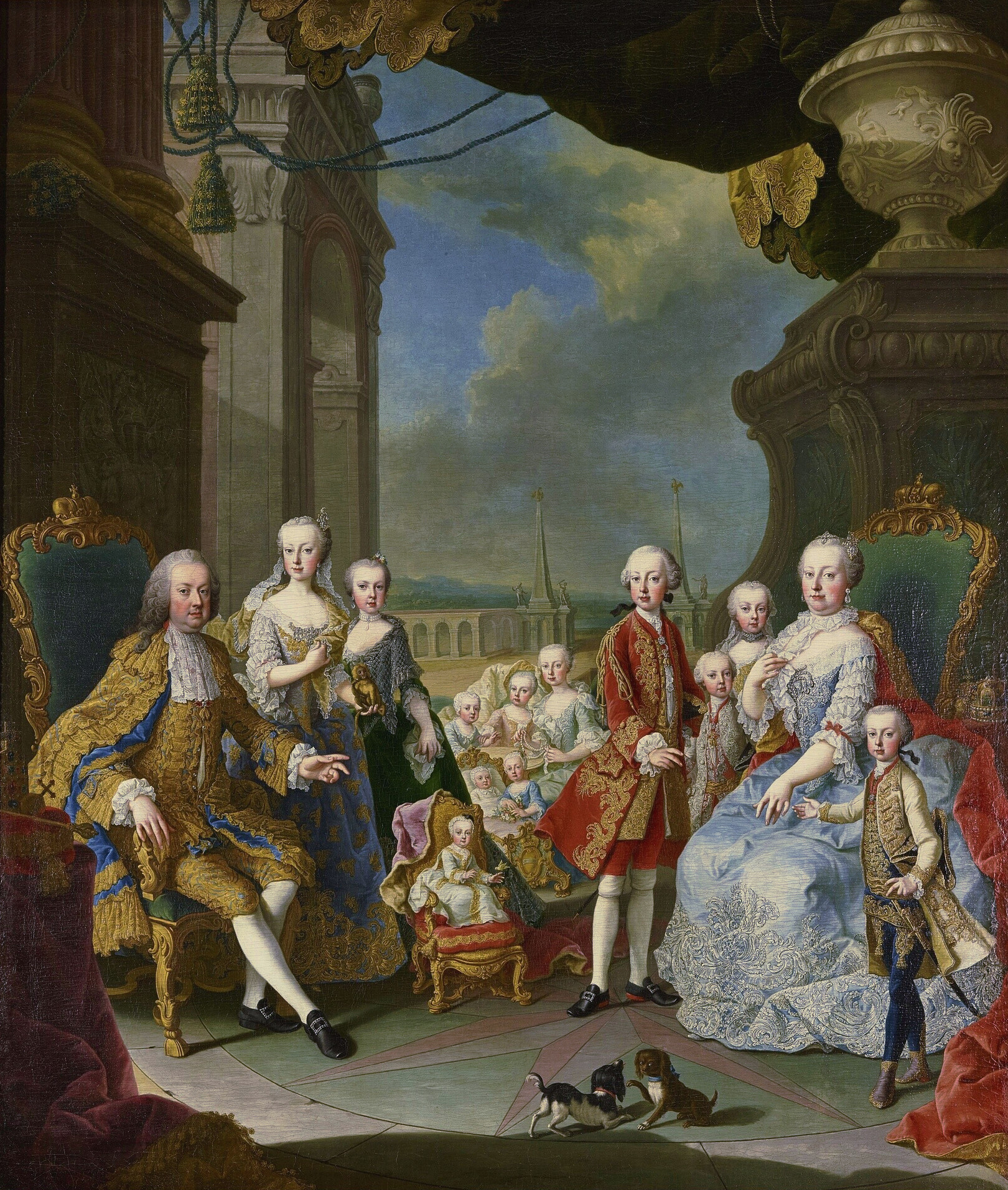
A Família Imperial em 1756. Pintura de Martin van Meytens, localizada no Palácio de Versalhes.

|    | Nome                         | Nascimento              | Morte                   |
| -- | ---------------------------- | ----------------------- | ----------------------- |
| 1  | Maria Isabel                 | 5 de fevereiro de 1737  | 7 de junho de 1740      |
| 2  | Maria Ana                    | 6 de outubro de 1738    | 19 de novembro de 1789  |
| 3  | Maria Carolina               | 12 de janeiro de 1740   | 25 de janeiro de 1741   |
| 4  | José II                      | 13 de março de 1741     | 20 de fevereiro de 1790 |
| 5  | Maria Cristina               | 13 de maio de 1742      | 24 de junho de 1798     |
| 6  | Maria Isabel                 | 13 de agosto de 1743    | 22 de setembro de 1808  |
| 7  | Carlos José                  | 1 de fevereiro de 1745  | 18 de janeiro de 1761   |
| 8  | Maria Amália                 | 26 de fevereiro de 1746 | 18 de junho de 1804     |
| 9  | Leopoldo II                  | 5 de maio de 1747       | 1 de março de 1792      |
| 10 | Maria Joana Gabriela         | 4 de fevereiro de 1750  | 23 de dezembro de 1762  |
| 11 | Maria Carolina               | 17 de setembro de 1748  | 17 de setembro de 1748  |
| 12 | Maria Joana Gabriela         | 4 de fevereiro de 1750  | 23 de dezembro de 1762  |
| 13 | Maria Carolina               | 13 de agosto de 1752    | 8 de setembro de 1814   |
| 14 | Fernando, Duque de Brisgóvia | 1 de junho de 1754      | 24 de dezembro de 1806  |
| 15 | Maria Antonieta              | 2 de novembro de 1755   | 16 de outubro de 1793   |
| 16 | Maximiliano Francisco        | 8 de dezembro de 1756   | 26 de julho de 1801     |